# Politique de la demande
Une politique de la demande, en économie, est une politique économique d'inspiration keynésienne menée par l’État visant à augmenter la demande en augmentant les investissements publics et la consommation du secteur public, et en essayant de favoriser la consommation privée, au moyen d’une augmentation des dépenses publiques ou d'une baisse des recettes publiques. 
Si le libéralisme classique est favorable à une baisse des impôts qui conduit à une hausse de la demande, traditionnellement le social-libéralisme se méfie des baisses de l'impôt direct progressif car elles ne permettent pas d'éviter de trop fortes inégalités. Récemment tant aux États-Unis qu'en France, la question s'est posée quant à savoir si la baisse des taux d'imposition adoptée lors de plan de relance n'avaient pas accru les inégalités et donné aux marchés des incitations néfastes économiquement. 
Une politique de demande a des effets positifs, souvent concentrés à court terme, et des effets négatifs. L'efficacité des politiques de la demande est discutée notamment en ouverture économique liée à la mondialisation économique. Dans ce cadre, les capacités de production locales ne peuvent pas s'ajuster rapidement à de fortes variations de la demande, l'augmentation de la demande favorise essentiellement les importations ce qui peut provoquer une crise du change.
Les politiques de la demande induisent une hausse des dépenses et/ou une baisse des recettes qui peuvent conduire à des déficits financés par l'emprunt et donc à une hausse de la dette publique. À la suite de David Ricardo, des économistes dont le plus connu est Robert Barro soutiennent que les consommateurs anticipant une hausse future des impôts auront tendance à accumuler une épargne de précaution qui limitera l'effet de relance.